# 芬戈语
芬戈语是一种已灭绝的盎格鲁语，曾分布在爱尔兰芬戈郡。据信它是在诺曼征服爱尔兰时被带到爱尔兰岛上的中古英语方言，到19世纪中叶灭绝。芬戈语的资料很稀少，人们相信它和分布在韦克斯福德郡的约拉语很相似。
现存芬戈语文学作品主要是两份讽刺诗或打油诗，短的叫做《芬戈之舞》，长得多的篇名叫《爱尔兰炼狱》（Purgatorium Hibernicum，拉丁语）。两篇诗的作者姓名已佚，可能是非母语者嘲笑芬戈人的口音而作，因而它们的语言学价值并不高。

## 历史

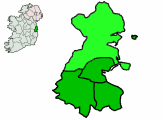
爱尔兰（左）及都柏林郡（右），芬戈郡为亮绿色

芬戈语分布在芬戈郡，这一地区传统上指都柏林郡在托尔卡河以北的部分。芬戈语分布的范围挨着北部边界线。“芬戈（Fingal）”一名来自爱尔兰语Fine Gall“外乡人的土地”，可能是指当地的诺斯人移民。语言学家索默费特认为芬戈语可能受过诺斯语影响，但后来学者们没有发现相关的证据。:196–197
芬戈语和韦克斯福德郡的约拉语据信都分化自中古英语，是1169年诺曼征服爱尔兰之后的古英语使用者带来的。中古英语在爱尔兰东南部的地位一度十分稳固，直到14世纪当地发生再盖尔化，英语被重新代替。约拉语和芬戈语是这一支方言的仅存后裔。:197

## 《芬戈之舞》
这首诗是最可能由芬戈语母语者写的，是一首简短的三段诗，写于约1650至1660年间。:198这首诗描写一个男子去斗牛场（17世纪爱尔兰曾流行斗牛）见那里的舞者。虽然这首诗写下的时候似乎经历过标准化，但仍保留了芬戈语的特征，如将“what”写作“fat”，将“when”写作“fen”。其他例子如用“ame”表示“他们（宾格）”，用“abateing”表示“紧邻”。
《芬戈之舞》 c.1650

-{On a day in the Spring,

As I went to bolring

To view the jolly Daunciers,

They did trip it so high

(Be me shole!) I did spee}- [By my soul, I did spy]

-{Six Cunts abateing Seav'n hairs.

But wondering on 'ame,

Fat make 'em so tame}- [温顺],

-{Fen de catch at their plack-keet,

The maids of y-yore

Wou'd y-cree, and y-rore,

And y-make o foul Rac-keet.

But fire take 'ame,}- [to hell with them!]

-{They made me ashame,

And when I went home to me weef

And told her the Chaunce}- [chance，此处意为“理由”]

-{Of the Maids in the Daunce,

'Peace thy prateing', say'd shee, 'for dee}- [thy（“你的”）]  [“看在上帝份上，小点声！”]

## 《爱尔兰炼狱》（Purgatorium Hibernicum）
《爱尔兰炼狱》是针对罗马诗人维吉尔《埃涅阿斯纪》的一首幽默而下流的讽刺诗。现存有3个版本：原始的手稿（Purgatorium Hibernicum）；题为“芬戈人的讽刺诗：维吉尔《埃涅阿斯纪》第六卷a la mode de Fingaule”（The Fingallian Travesty: the Sixt Book of Virgill's Aenoeids a la mode de Fingaule）（1670–5）的手稿；题为“The Irish Hudibras”或“The Fingallian Burlesque”（芬戈滑稽剧） (1689)的印本。
维吉尔笔下的王子埃涅阿斯，及其爱人黛朵被换成了一个笨拙的年轻芬戈人Nees和一个粗俗的还俗修女Dydy。所有角色的名字都被换得更具“爱尔兰色彩”，故事发生地点的地名也变成了芬戈郡的地名。诗中给盎格鲁-爱尔兰读者提供的包袱：Nees和Dydy用芬戈土话对骂。虽然作诗的意图显然是要嘲笑芬戈人的口音，但这首诗用词之生动、修辞之丰富，反而令其文学价值大大凸显。
下面的节选给出了质量较高的芬戈语示例。文中Nees再次遇到了Dydy，发觉她脸色苍白，觉得也许自己把“火焰”（指性病）传染给了她。芬戈语用V不用W；'suggam'是一种草绳；Ful dea ro借自爱尔兰语fuil Dé, a rogha“上帝之血，我的甜心”。

'Sure, Sure!' sayes Nees, 'dis me old vench is!'
But when he drew more neare her quarters,
And know her by her suggam garters,
'Ful dea, ro, dou unlucky jade,
I'll chance upon dee! Art thou dead?
Fat devill vas be in dee, vench?
Vas he soe hot is cou'd no quench
De  flame?' Indeed, oh no! but Nees chief
Occasion is of all dis mischeif'.
'I, Nees', sayes she in mighty snuffe,
'and be! is tink is varm enough,
If dou cam shance but to find out
Dee old consort to have a bout –
and den, fen dou has play'd de vagge,
to give me, as before, de bagge!
Butt I will vatch de vales, Nees,
And putt foile on dee by dis chees,'

之后Dydy大发雷霆。

## 《爱尔兰书信》
John Dunton的《爱尔兰书信》(1698) 中写道，芬戈人“有一套只在自己人里用的话，用爱尔兰语根本听不懂，用英语也只能理解一点点”。Dunton在信中给出了一段语例，是一名母亲在善渔猎的儿子墓前发出的悲叹。注意和两个词分别来自爱尔兰语“（秘密的）爱人”（呼格）和“爱”（字面“小小的信任”）：

|  | 这一段可大致翻译为： 我爱的罗宾 我亲爱的罗宾 你曾受大地所宠爱，山河的珍宝 擅长使用工具跟烤 牙鳕 备好渔具 收好面包 在Nanny Halfpenny[的酒馆]消遣上一格罗特吧 |

## 现代芬戈英语

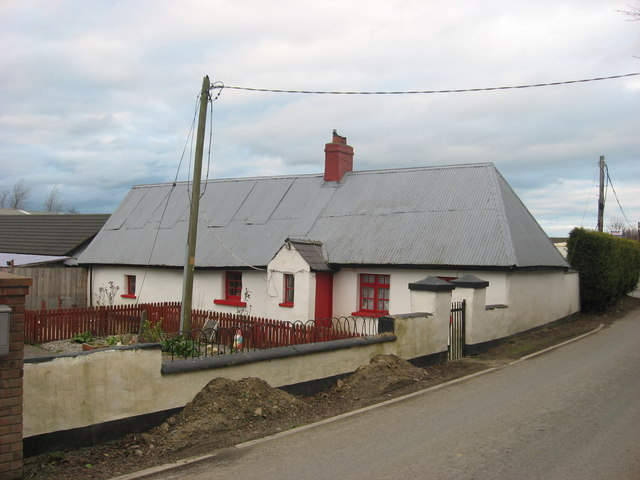
芬戈郡Knocknagin传统小平房。The cottage would have been originally thatched

虽然芬戈语早已灭绝，但芬戈郡当地方言有大量芬戈语词汇保留下来，特别是在（现为都柏林一个大面积郊区）、Skerries、Rush、Lusk、Donabate、Garristown、Oldtown、Balrothery、Portrane、Naul等传统芬戈城镇及乡村内。这些芬戈语单词的主要资料来源是民俗学期刊《Béaloideas》中J. J. Hogan和Patrick O'Neill写的一篇文章，以及Patrick Archer一本关于芬戈民间传说的书《芬戈传说》中。
Archer书中记录的词有：
- Cinnit（C发/k/音）骗子；
- Cloustered被衣服覆盖的；
- Dalk荆棘，爱尔兰语dealg
- Dawney脆弱；
- Glauming摸索；
- Lawneyday感叹词，表感叹或惊讶，爱尔兰语Láine Dé
- Mullacking在泥泞中劳作或行走；
- Possing湿透；
- Rossie身材粗壮的女性；
- Scut卑鄙的矮子

Hogan & O'Neill提供的词有：
- Barney争吵；
- Bunched被毁、结束了的；
- Buthoon失误，爱尔兰语Botún
- Clift形容平时细心的人粗心犯错；
- Cobby奸诈；
- Dugging用拳头打架；
- Foopah失误，法语faux pas
- Gollockers眼（蔑称）；
- Go-boy暗中伤人的人；
- Launa-wallya“一肚子”，爱尔兰语Lán a' mhála（“一袋”[9]）
- Malavogue击败；
- Moggy肥胖的懒汉；
- Randyvoo人们聊天的场所，法语rendez-vous
- Raucie四处闲逛的女孩；
- Simmy-saumy看上去很蠢的人；
- Squib伙计；
- Tamboo破旧的房子；
- Whack无人，无事物。爱尔兰语faic